# Kevin Fortune
Kevin Fortune (París, Francia, 6 de agosto de 1989) es un futbolista francés que juega en la posición de delantero con el FC Villefranche del Championnat National.

## Carrera

### Club
| Periodo   | Club            |
| --------- | --------------- |
| 2011-2013 | Luzenac AP      |
| 2013      | US Albi         |
| 2013–2014 | FC Martigues    |
| 2014–2016 | AS Béziers      |
| 2016–2018 | RC Lens         |
| 2018–2019 | Troyes AC       |
| 2019–2020 | Tractor SC      |
| 2020–2021 | AJ Auxerre      |
| 2021–2022 | LB Châteauroux  |
| 2022–2024 | US Orléans      |
| 2024–     | FC Villefranche |

### Selección nacional
Debutó con Martinica en la victoria por 1–0 sobre Puerto Rico en Bayamón el 13 de octubre de 2018 por la Clasificación para la Liga de Naciones Concacaf 2019-20. El 7 de junio de 2019 fue convocado para jugar en la Copa de Oro de la Concacaf 2019.
El 18 de julio de 2021 Fortuné anotó el gol 1000 en la historia de la Copa de Oro de la Concacaf en la derrota por 1-2 ante Haití.